# Nowopłatnirowskaja
Nowopłatnirowskaja (ros. Новоплатнировская) – stanica w Rosji, w Kraju Krasnodarskim, w rejonie leningradzkim. W 2010 liczyła 3369 mieszkańców.